# 怪盗ルヴァン
『怪盗ルヴァン』（かいとうルヴァン）は、原作：亜樹直・作画：オキモト・シュウによる日本の漫画作品。『モーニング』（講談社）にて、2014年47号から2015年13号まで連載。全17話で、単行本は全2巻。『神の雫』の連載終了後に短期連載された作品で、『神の雫』の一部の登場人物も登場する。

## あらすじ
ワインを不当に扱い暴利を貪ろうとする輩から怪盗ルヴァンを名乗る一団が、毎回奇想天外な方法でマスターオーブリオンの店に訪れた客から依頼されたワインを奪う。

## 登場人物
メンバーは全員フランスボルドーの五大シャトーを模したコードネーム。
マスターオーブリオン
司令塔。自身の店で接客をしながら、メンバーにパソコンのモニター越しに的確な指示を出している。
ラトゥール
黒の長髪で顎鬚がある。あらゆる技術に精通している。「ワインは分析してこそ楽しめる」という考え方を持つ。
マルゴー
メンバーの紅一点。第一話では黒髪だったが、第二話以降は金髪にした。妖艶な美女で、その色気により対象の障害となる男たちを惑わす。
ムートン
お調子者だが、変装の名人。神の雫の主人公の神咲雫に変装したこともある。
ラフィット
精悍な顔立ちの青年。手先が器用で、カジノのディーラー顔負けの技を見せたことがある。
土肥・ロベール
神の雫での雫と一青の十二使徒の勝負の立会人。神咲邸に侵入した怪盗ルヴァンに十二使徒と神の雫について説いた。

## 書籍情報
- 原作：亜樹直・作画：オキモト・シュウ 『怪盗ルヴァン』 講談社〈モーニングKC〉、全2巻
  1. 2015年5月22日発売 ISBN 978-4-06-388460-9
  2. 2015年5月22日発売 ISBN 978-4-06-388461-6